# Шеста охридска дружина
Шеста охридска дружина е военна част от Македоно-одринското опълчение. Формирана е на 2 октомври 1912 година в София под ръководството на запасния поручик Константин Мановски. 1-ва рота е съставена от Крушевското братство, 2-ра рота – от Костурското братство, 3-та рота – от Охридското и Ресенското братства, 4-та – от Охридското и Кичевското братство. Дружината е разформирана на 20 септември 1913 година.

## Команден състав
- Командир на дружината: Антон Бозуков
- Адютант: Димитър Христов
- 1-ва рота: Подпоручик Нато Янков
- 2-ра рота: Подпоручик Димитър Светогорски†
- 3-та рота: Подпоручик Аршак Торком
- 4-та рота: Подпоручик Русан Петков
- Младши офицери: Офицерски кандидат Тодор Главчев
- Нестроева рота: Подпоручик Кръстьо Георгиев – Българията
- Завеждащ прехраната: Димитър Белев
- Ковчежник: Александър Панов
- Свещеник: Йеромонах Игнатий[1]

## Известни доброволци
- Асен Татарчев
- Боян Биолчев
- Велко Костов
- Георги Зердев
- Евтим Гещаков
- Живко Гребенаров
- Иван Куюмджиев
- Йордан Тренков
- Марко Христов
- Милан Матов
- Наум Илиев
- Никола Булгуров
- Спиро Василев
- Стефан Блажев
- Тале Мирчев
- Тасе Христов
- Ташко Гулев†
- Христо Репавцов